# 鹿児島県総合体育センター体育館
鹿児島県総合体育センター体育館（かごしまけんそうごうたいいくセンターたいいくかん）は、鹿児島県鹿児島市下荒田四丁目に所在する体育館。太陽国体時に建設使用された県営体育施設群の総称である鹿児島県総合体育センターの名を冠する施設の一つであるが、この呼び名は長く、この名を冠する施設が複数地域にわたって多数あるため、「鹿児島県体育館」と呼ばれている。
体育施設としての利用頻度が高いため現在では一般講演会用の施設としての利用は原則として受け付けていないが、伝統的に鹿児島大学の入学式及び卒業式はこの体育館で行われている。セイカスポーツグループ（鹿児島県体育協会とセイカスポーツセンターによる共同事業体）が指定管理者となって管理されている。
かつてはプロバスケットボールチームレノヴァ鹿児島がホームアリーナとして、現在は後継のB3リーグ、鹿児島レブナイズのホーム会場のひとつとして使用されている。

## 施設概要

### 本館
- バレーボール2面orバスケットボール2面orバドミントン8面orハンドボール1面or卓球24台orレスリング2面orインドアテニス2面、選手控室、講演会用演壇、2・3階観客席等

### 補助体育館
- バドミントン1面or卓球5台、体操ピット

### 研修室
- 会議室2教室、宿泊室2室（24畳及び15畳の仕切り無しの畳部屋）

### 駐車場
- 本館:普通車66台、軽乗用車21台、身障者用2台
- 補助体育館:普通車8台、軽乗用車5台

## 交通
- 鹿児島市電1系統騎射場下車
- 鹿児島市営バス・鹿児島交通「体育館前」下車

## 歴史
- 1960年（昭和35年）10月 飯野海運社長であった俣野健輔が1億1000万円を寄付して建設・開館[1]。京都の内藤建築事務所が設計し、「１９６０年代モダン建築の意匠が詰まっている」と専門家の評価が高い[2]。特に正面の穴あきPCブロックによるファサードが印象的である[3]。
- 1965年5月10日 西郷輝彦チャリティーショーに12000人が殺到。会場整理に当たっていた警察官1名が死亡、観客13名が負傷[4]。
- 1967年7月31日 研修室完成[1]。
- 1968年4月6日 鹿児島県明治百周年記念式典が開催。式典出席のため皇太子夫妻が来館[5]。
- 1972年10月5日 太陽国体の体操会場となる補助体育館完成[1]。
- 1974年12月2日 全日本プロレスのジャイアント馬場がジャック・ブリスコを破り、第49代NWA世界ヘビー級王座を獲得。
- 1976年1月3日 プロボクシング WBA世界ジュニアフライ級選手権試合が開催され、王者：ハイメ・リオス（ パナマ）が、挑戦者：天龍数典（東洋）を判定で下して初防衛。

## 新スポーツ・コンベンションセンター計画
県体育館は建築から60年が経過して施設の老朽化が問題になっていた。新施設の整備計画は2009年に始まったが、候補地選定をめぐって二転三転した。同じく鹿児島県営の県武道館（鹿児島県総合体育センター武道館）と共に移転整備が議論検討され、伊藤祐一郎(当時鹿児島県知事)が鹿児島市内の商業施設『ドルフィンポート』に隣接する県有地に鹿児島県立総合体育館を新設する構想を打ち出したが、市民の反対の声により、2013年8月に県立総合体育館新設構想は白紙撤回された。
2016年6月、三反園訓(当時鹿児島県知事)がJR鹿児島中央駅西口の県有地と隣接する日本郵便の土地を合わせた約1万6千平方メートルが最適地として整備構想を打ち出したが、交通混雑の問題など諸問題をクリアできずに反対意見が多く、2019年9月10日この構想を撤回。同年11月28日、今度は候補地として県庁東側の県有地を選定し、隣接地のMBC所有地買収の交渉に入ったが難航。2020年7月の県知事選の結果、知事が交代したことにより、この構想も実質上白紙に戻った。8月には塩田康一知事がMBCとの交渉は白紙になった旨を明かした。
2021年11月に有識者でつくる検討委員会の初会合が開かれ、2022年1月31日に構想案がまとめられ知事に提出された。新施設は鹿児島市本港新町のドルフィンポート（2020年閉館）跡地に整備する計画で、新施設の呼称は多目的利用がイメージしやすいよう「スポーツ・コンベンションセンター」となる。ただし正式名称は命名権（ネーミングライツ）を含めて検討されることになった。2022年度中にドルフィンポート跡地の地盤の強度や地質の調査を終える予定である。